# Forsmarks kyrka
Forsmarks kyrka är en kyrkobyggnad i Forsmark i Uppsala stift. Den är församlingskyrka i Frösåkers församling. Kyrkan ligger 7 mil nordnordöst om Uppsala och 1,8 mil nordväst  Östhammar och tillhör Uppsala stift.

## Kyrkobyggnaden
År 1613 byggdes en träkyrka söder om bruksgatan. År 1794 påbörjades emellertid en nyklassicistisk stenkyrka ritad av arkitekten Olof Tempelman, Stockholm. Kyrkan uppfördes av Samuel af Ugglas, ägare till Forsmarks bruk och konung Gustav IV Adolf lade egenhändigt grundstenen. Inredningen i sengustaviansk stil ritades av inredningsarkitekten Louis Masreliez. Piporgeln till den nybyggda kyrkan byggdes av instrument- & spelurmakaren Pehr Strand i Stockholm. Hösten 1800 invigdes Forsmarks nya kyrka av ärkebiskop Uno von Troil.
Forsmarks nuvarande kyrka är en nyklassicistisk kyrka med torn och invändig korabsid. Den västra fasaden är speciellt intressant. Arkitekten Olof Tempelman har utformat en tung taklist som också går runt tornet. Listen bärs upp av doriska pilastrar. Västportalen ger ett mäktigt intryck med sina tvenne pilastrar och den ovanpåliggande trekantgaveln. Tornet bär upp en lanternin krönt av en kub och ovanpå denna ett klot och ett kors.
Kyrkans inre har i stort sett behållit sin sengustavianska stil. Långhusets stora rundbågade fönster och fria rymd ger ett ljust och vänligt kyrkorum. På kortväggarna två halvrunda utsprång som bryter av mot den annars helt rektangulära interiören. I öster koret med altaret utformat som en sarkofag och i väster en läktare för brukets herrskapsfolk. I ett gravvalv under koret vilar byggherrens familj och släktingar.

## Andra byggnader
Under 1869 tog arkitekten Adrian Crispin Peterson fram ritningar för en prästbostad till Forsmarks församling. Peterson var vid perioden e.o. konduktör på Överintendentsämbetet, stationerad i Uppsala. Prästgården är idag en skola.

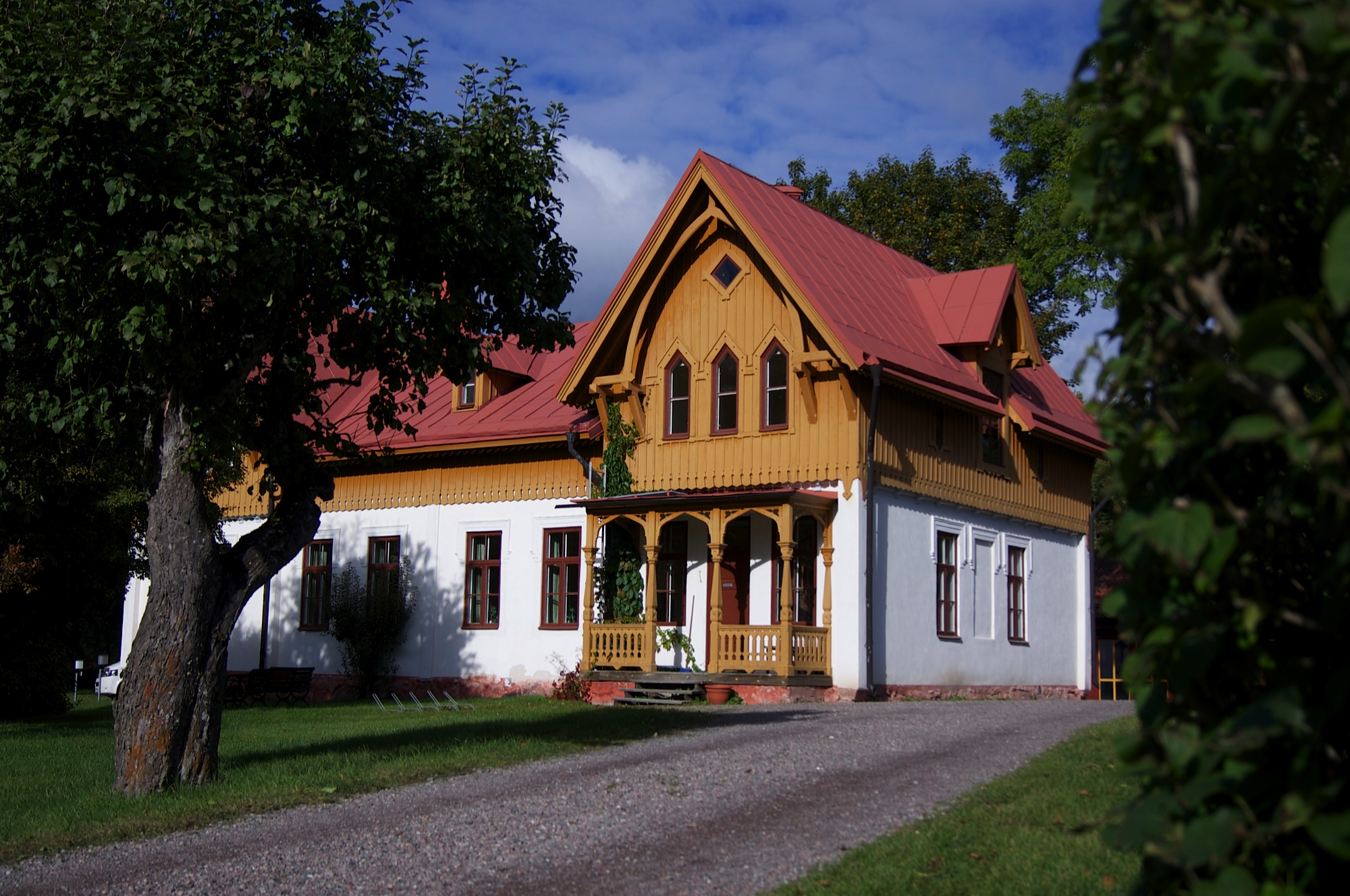
Den ursprungliga prästgården ritad av Adrian Crispin Peterson 1869.

## Inventarier
Glasmålning framställande "Kristi uppståndelse".

## Orglar

### Pehr Strands orgel
Kronologi:
- 1800: Bildhuggare, instrument- & spelurmakare Pehr Strand (1756-1826), Stockholm, bygger kyrkans första orgelverk. Orgelhuset har stumma metallpipor i fasaden. Spelbordet är fristående på en låg läktare till höger om koret. Luftmatningen sker via två kilbälgar. Den ursprungliga dispositionen är okänd, men enligt en inventering 1829 hade orgeln då 13½ orgelstämmor.
- Troligen runt mitten av 1800-talet ersattes en av originalstämmorna (Scharf ?) med Vox candida 8’.
- 1932: Ombyggnad av orgelbyggare John Vesterlund, Lövstabruk: Bl.a. förnyas trakturen och registraturen, halverade register kopplas ihop och stämman Qvintadena 8’ i öververket byts ut mot Violin 4’.
- 1953: Renovering av Lindegren Orgelbyggeri AB, Göteborg: Den ursprungliga Trumpet 16’ i manualen ersätts med Mixtur III-IV och Violin 4’ byts ut mot Qvinta 1 1/3’. Trumpet 8’, som saknade uppsatser, fick nya sådana.

Disposition:
| Manual C-f³                                   | Öververk C-f³        | Pedal C-f¹                | Koppel                     |
| Borduna 16’                                   | Gedackt 8’           | Subbas 16’ (transm. 1932) | Öververk/manual            |
| Principal 8’                                  | Spetsflöjt 4’        |                           | Manual/pedal (ej urspr.)   |
| Corno di Basetto 8’                           | Prestant 2’          |                           | Öververk/pedal (ej urspr.) |
| Rörflöjt 8’                                   | Qvinta 1 1/3’ (1953) |                           |                            |
| Vox candida 8’                                |                      |                           |                            |
| Octava 4’                                     |                      |                           |                            |
| Octava 2’                                     |                      |                           |                            |
| Mixtur III-IV chor. 1 1/3’ + 1’ + 2/3’ (1953) |                      |                           |                            |
| Trumpet 8’ (Nya uppsatser 1953)               |                      |                           |                            |

### Kororgel

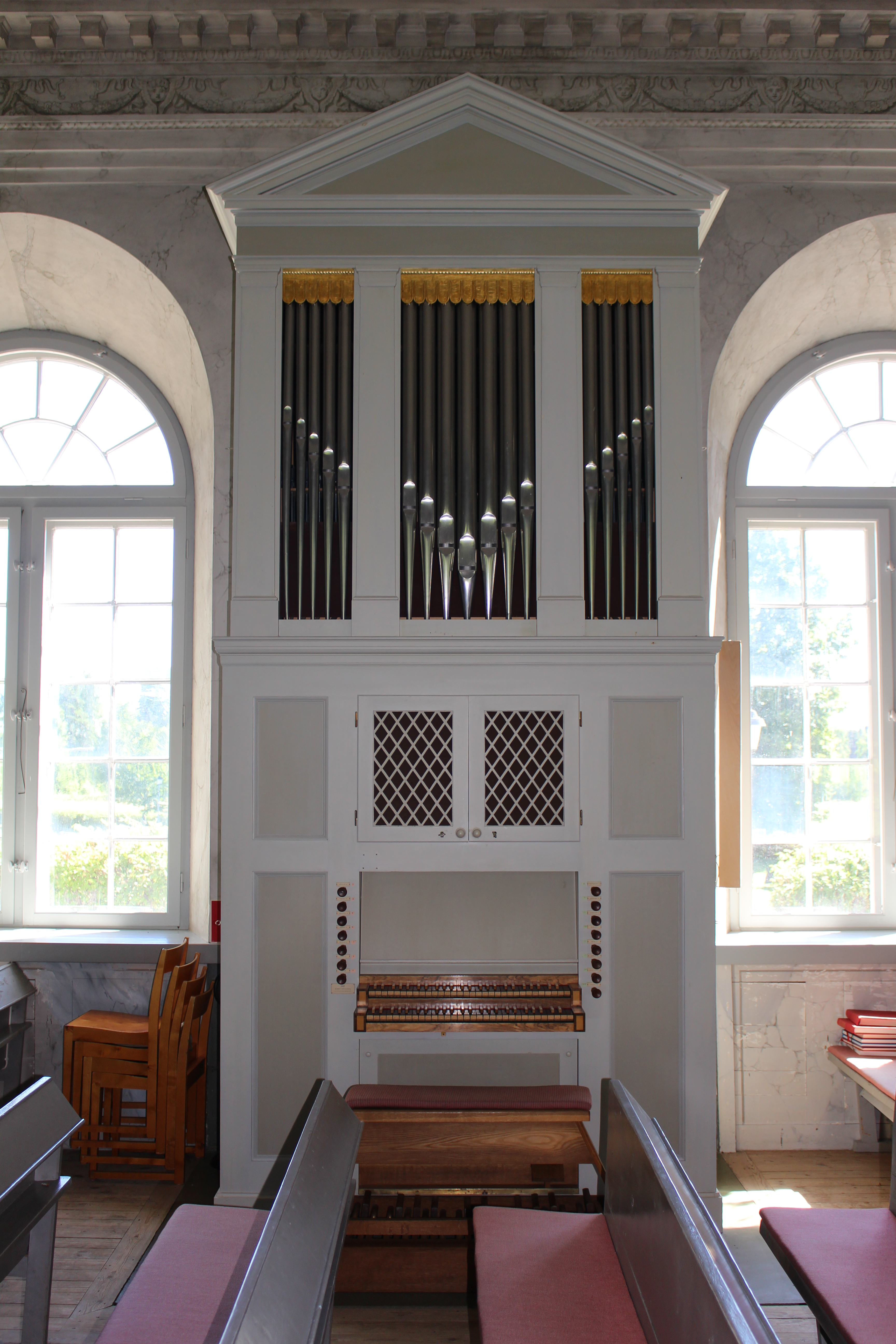
Kororgeln vid södra väggen i Forsmarks kyrka byggdes 1981 av Robert Gustavsson Orgelbyggeri AB.

- 1981: Robert Gustavsson Orgelbyggeri AB, Härnösand, bygger en tvåmanualig kororgel med självständig pedal och mekaniska slejflådor.

Disposition:
| Huvudverk C-g³         | Bröstverk C-g³ | Pedal C-f¹    | Koppel |
| Hålflöjt 8’            | Trägedackt 8’  | Subbas 16’    | I/P    |
| Fugara 8’              | Gemshorn 4’    | Gedacktbas 8’ | II/P   |
| Principal 4’           | Täckflöjt 2’   | Fagott 16’    | II/I   |
| Quinta 3’ (eg. 2 2/3’) | Sedecima 1’    |               |        |
| Octava 2’              | Regal 8'       |               |        |
| Ters 1 3/5’            |                |               |        |
| Mixtur III chor.       |                |               |        |

## Bildgalleri

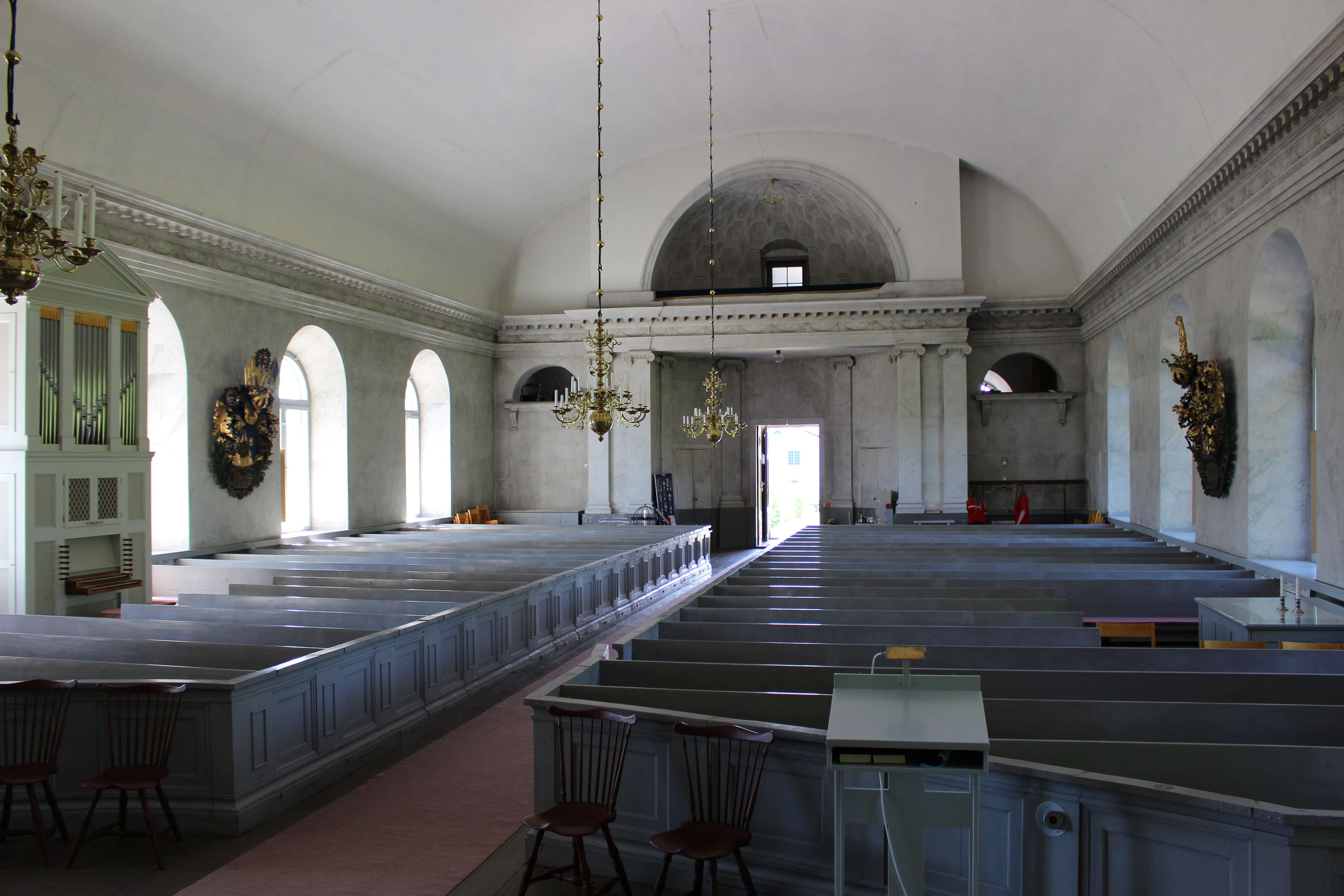
Kyrkorum mot väster
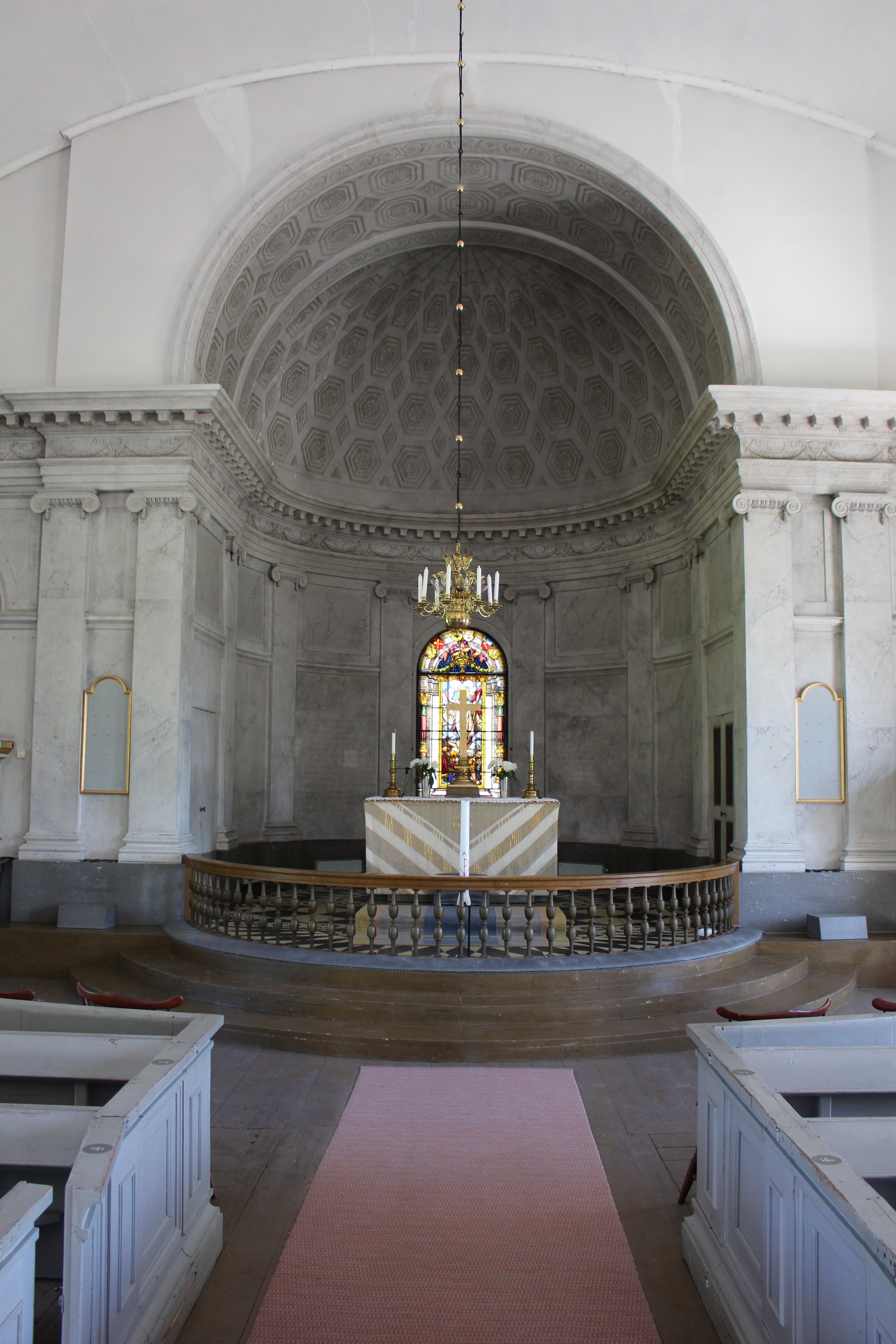
Koret
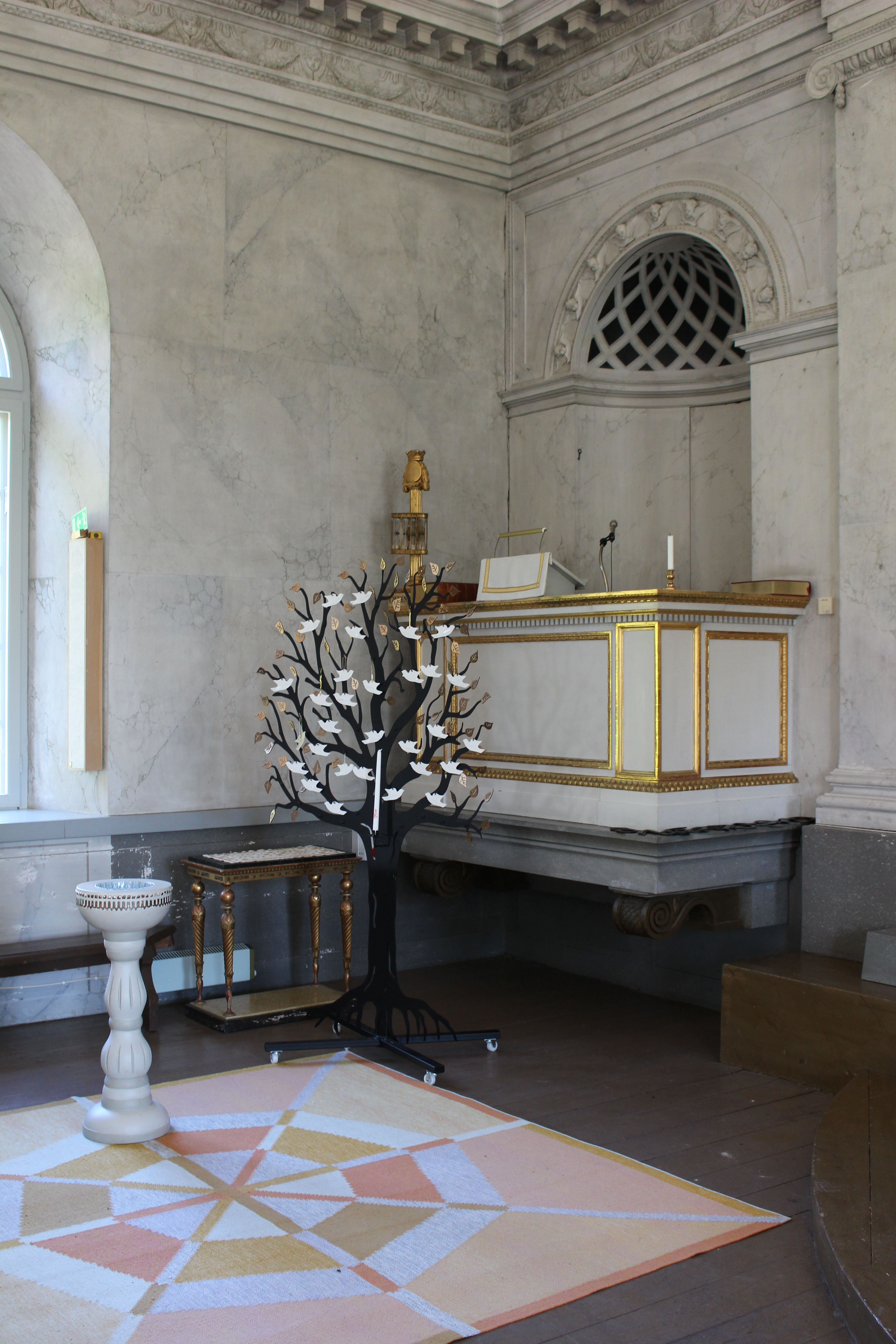
Predikstol och dopfunt
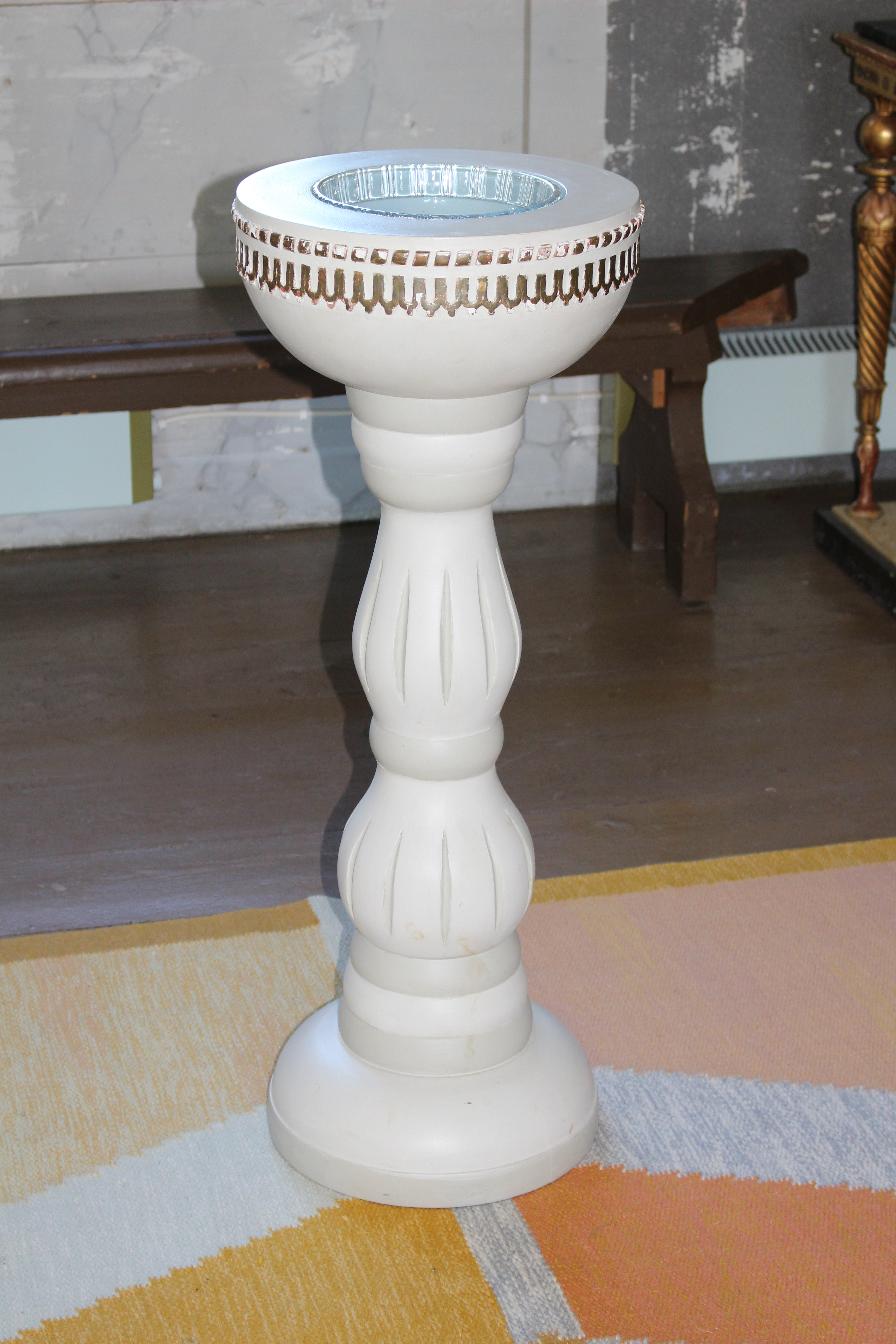
Dopfunt
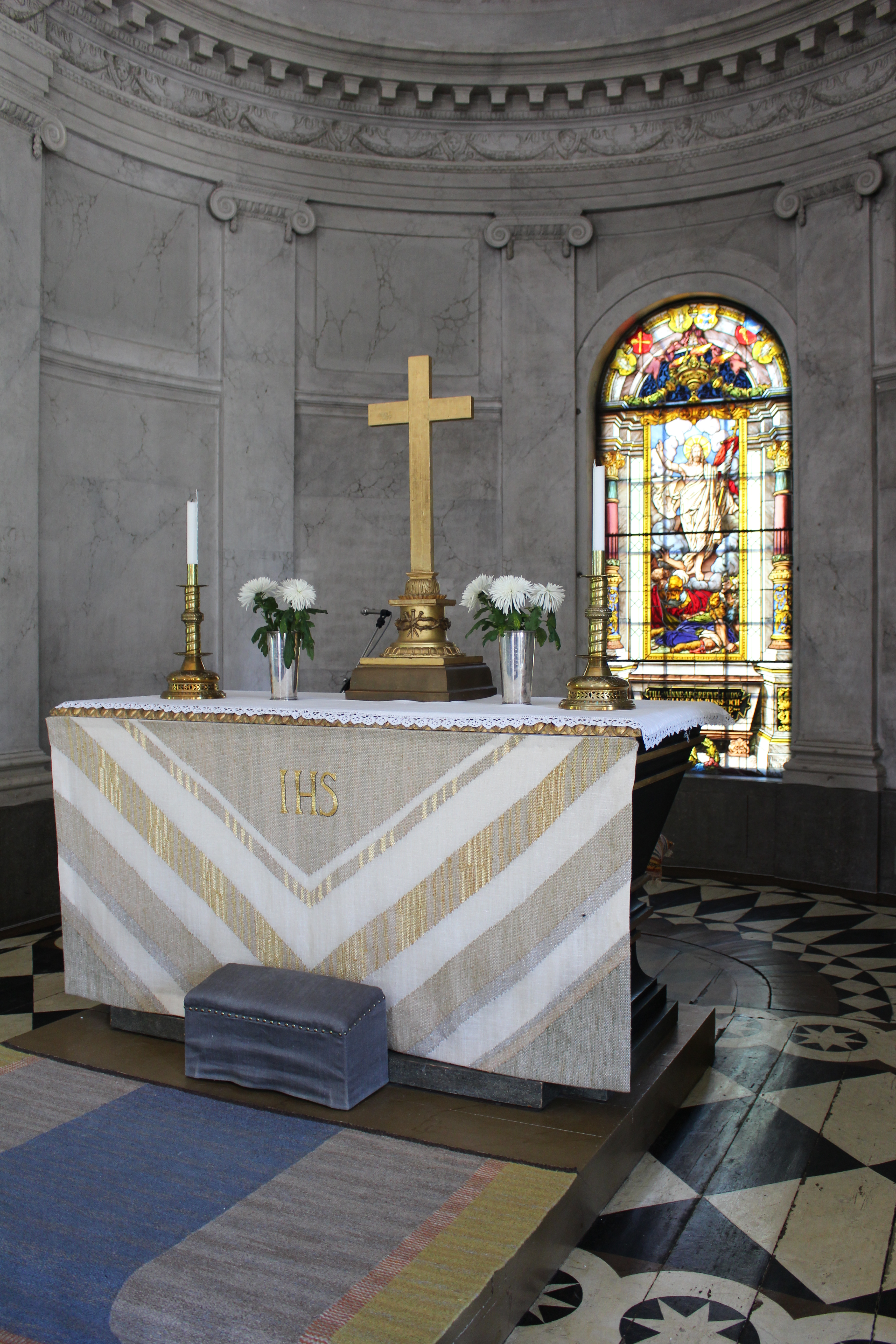
Altare
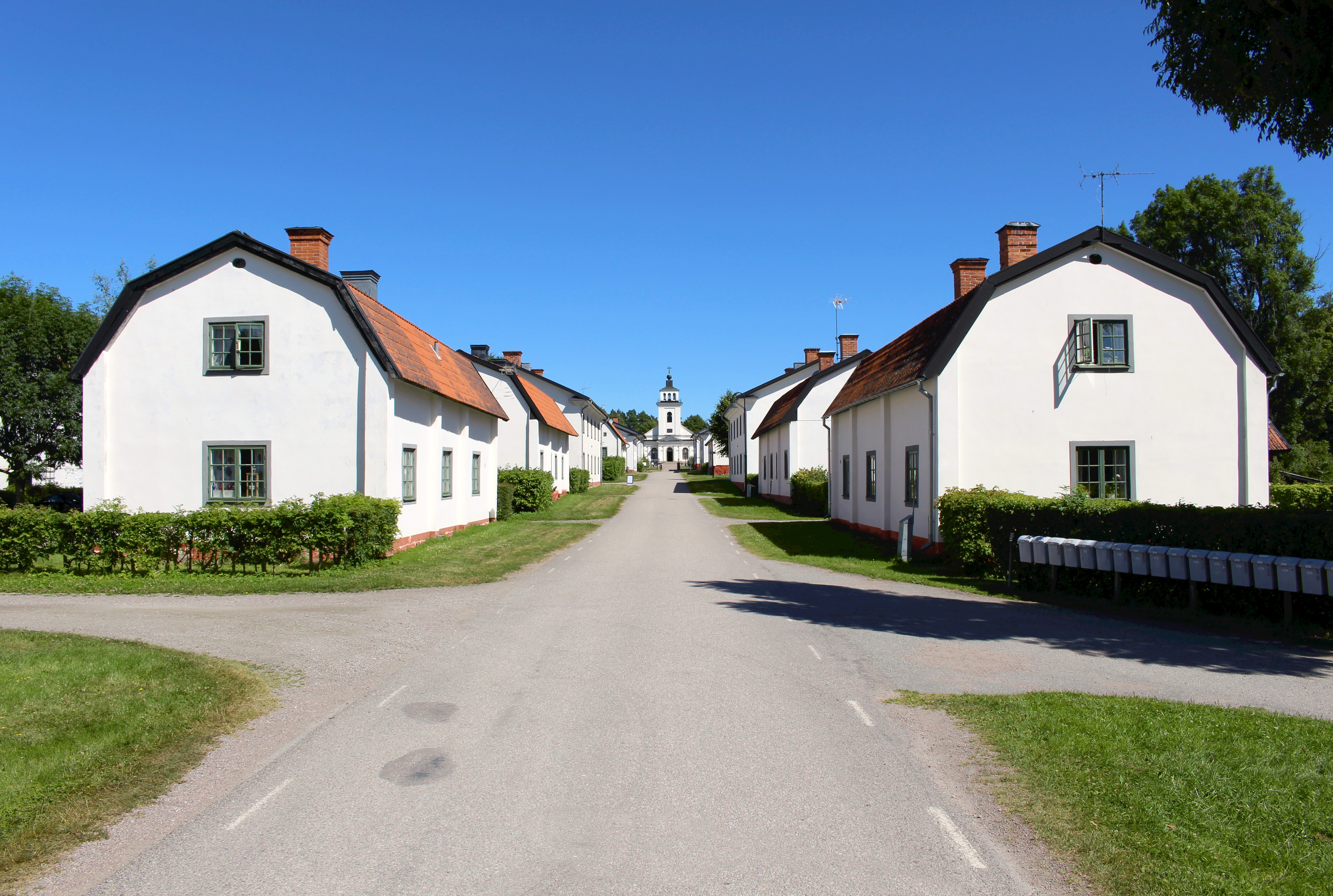
Forsmarks brukgata med kyrkan i fonden